# Bicho-do-cesto
O Bicho-Do-Cesto (Oiketicus kirbyi) é uma mariposa da família Psychidae.
Enquanto o macho se transforma em mariposa ao chegar na fase adulta, a fêmea permanece na forma de lagarta, passando a vida em um "cesto" feito de folhas e pequenos ramos. O abrigo do animal apresenta seda quando estiver bem desenvolvido.
As larvas se alimentam de várias plantas, incluindo Musa, Theobroma cacao, Elaeis guineensis, Bactris gasipaes, Cocos nucifera, Citrus, Tectona grandis, Eucalyptus, Persea americana, Eriobotrya japonica e Terminalia catappa. É uma espécie que pode ter importância agrícola em culturas de banana, pêssego, videira, café, dendê, eucalipto, citrus e outras.